# Hans Schmandt
Hans Schmandt (* 1920 in Gießen; † 1993 in Dietzenbach) war ein deutscher Maler, Graphiker und Bildhauer.

## Leben
Hans Schmandt besuchte von 1935 bis 1937 Zeichenkurse des Malers Carl Fries an der Universität Gießen. Von 1937 bis 1939 studierte er an der Städel-Kunstschule in Frankfurt am Main. 1950 ließ er sich in Frankfurt als freier Graphiker und Maler nieder. Von 1957 bis zu seinem Tod im Jahr 1993 lebte er in Dietzenbach. Er schuf zahlreiche Buch- und Werbeillustrationen, etwa für die Deutsche Bahn, sowie Wandbilder für öffentliche Gebäude.
Hans Schmandt arbeitete gemeinsam mit Heinz Grave in einer Grafikergemeinschaft Grave-Schmandt. In dieser Grafikergemeinschaft wurden unter anderem Plakate im Auftrag der Bundesbahn Werbe- und Auskunftsamt für den Personen- und Güterverkehr (WER) entworfen.

## Belege
1. ↑  Landkreis Fulda (Hrsg.): Die bildenden Künstler in Frankfurt am Main – Monographischer Ausstellungskatalog, Frankfurt am Main 1982.
2. ↑  https://retours.eu/en/44-frauenplakate-bundesbahn/

| Personendaten    | Personendaten                            |
| ---------------- | ---------------------------------------- |
| NAME             | Schmandt, Hans                           |
| KURZBESCHREIBUNG | deutscher Maler, Graphiker und Bildhauer |
| GEBURTSDATUM     | 1920                                     |
| GEBURTSORT       | Gießen                                   |
| STERBEDATUM      | 1993                                     |
| STERBEORT        | Dietzenbach                              |